# Jayne Atkinson

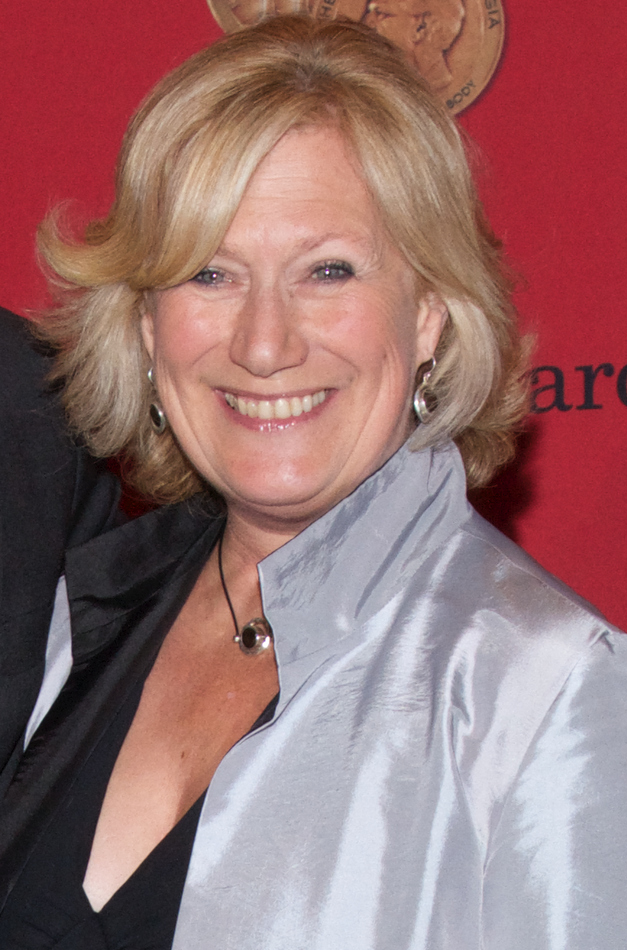
Jayne Atkinson (2014)

Jayne Atkinson (* 18. Februar 1959 in Bournemouth, Hampshire) ist eine britisch-US-amerikanische Schauspielerin.

## Leben
Jayne Atkinson wurde in England geboren und zog mit ihren Eltern, als sie neun Jahre alt war, in die Vereinigten Staaten. Obwohl sie später US-Bürgerin wurde, behielt sie bis heute auch ihren britischen Pass.  
Sie wuchs in Hollywood und Florida auf. Nachdem sie ihre Schauspielerausbildung abgeschlossen hatte, arbeitete sie an verschiedenen Theatern.
Seit 1986 ist sie vornehmlich im Fernsehen zu sehen. Ihre erste Rolle hatte sie als Lindley Gardner Eisenberg in der Fernsehserie Ein Schicksalsjahr. Vereinzelt wirkte sie auch in größeren Filmen mit. So trat sie in Free Willy – Ruf der Freiheit sowie der Fortsetzung Free Willy 2 – Freiheit in Gefahr als Annie Greenwood auf. Für ihre Leistung in dem Fernsehfilm Our House wurde sie bei den Satellite Awards 2003 als Beste Nebendarstellerin in einer Miniserie oder einem Fernsehfilm nominiert.
2006 wurde sie durch ihre Rolle als Karen Hayes in der Echtzeitserie 24 einem breiten Publikum bekannt. Zusammen mit der 24-Besetzung erhielt sie eine Nominierung als Bestes Schauspielensemble für die Screen Actors Guild Awards 2007. Ihre Rolle hatte Atkinson bis 2007 inne. Danach absolvierte sie mehrere Gastauftritte in verschiedenen Fernsehserien. Von 2007 bis 2013 trat sie in einer wiederkehrenden Rolle als Erin Strauss in der Krimiserie Criminal Minds auf. 2014 kehrte sie für einen Gastauftritt in der 200. Episode der Serie in ihrer alten Rolle zurück. In der Politserie House of Cards verkörperte sie von 2013 bis 2018 die US-Außenministerin Catherine Durant.
Atkinson ist mit dem Schauspieler Michel Gill verheiratet und hat mit ihm einen Sohn.

## Filmografie (Auswahl)
- 1986–1988: Ein Schicksalsjahr (A Year in the Life, 25 Folgen)
- 1989: Das Model und der Schnüffler (Moonlighting, Folge 5x05)
- 1990–1991: Eine Wahnsinnsfamilie (Parenthood, 12 Folgen)
- 1993: Free Willy – Ruf der Freiheit (Free Willy, Film)
- 1994: Mac Millionär – Zu clever für ’nen Blanko-Scheck (Blank Check, Film)
- 1995: Akte X – Die unheimlichen Fälle des FBI (The X-Files, Folge 2x18)
- 1995: Free Willy 2 – Freiheit in Gefahr (Free Willy 2: The Adventure Home, Film)
- 1997: Practice – Die Anwälte (The Practice, Folge 1x02)
- 2002–2008: Law & Order (3 Folgen, verschiedene Rollen)
- 2003: Our Town (Fernsehfilm)
- 2004: The Village – Das Dorf (The Village, Film)
- 2004: Die himmlische Joan (Joan of Arcadia, Folge 2x08)
- 2005: Das Ende der Unschuld (12 and Holding, Film)
- 2006–2007: 24 (30 Folgen)
- 2007–2014, 2020: Criminal Minds (24 Folgen)
- 2008: Law & Order: Special Victims Unit (Folge 9x04)
- 2010: Gossip Girl (4 Folgen)
- 2011: White Collar (Folge 3x03)
- 2012: Blue Bloods – Crime Scene New York (Blue Bloods, Folge 2x17)
- 2012: Perception (Fernsehserie, 2 Folgen)
- 2013: The Following (Fernsehserie, 2 Folgen)
- 2013–2018: House of Cards (Fernsehserie, 35 Folgen)
- 2015: Zoo (Fernsehserie, 2 Folgen)
- 2016: Chicago Med (Fernsehserie, Folge 1x16)
- 2016: Good Wife (Fernsehserie, Folge 7x19)
- 2018: Madam Secretary (Fernsehserie, 5 Folgen)
- 2018: The Walking Dead (Fernsehserie, Folge 8x12)
- 2019: Bluff City Law (Fernsehserie, 10 Folgen)
- 2021: Clarice Starling – Das Erwachen der Lämmer (Clarice, Fernsehserie, 9 Folgen)
- 2022: Baby Ruby
- 2024: Death and Other Details (Fernsehserie, 7 Folgen)